# Alberto Ammann
Alberto Ammann (Córdoba, 1978) is een Argentijns acteur, die woont in Spanje.

## Filmografie

### Televisie
- Biblioteca Nacional de España: XX4980823
- Bibliothèque nationale de France: cb16654591j (data)
- Gemeinsame Normdatei: 1073549437
- International Standard Name Identifier: 0000 0003 8239 4754
- Library of Congress Control Number: no2011128700
- Système universitaire de documentation: 159764912
- Virtual International Authority File: 265261028
- WorldCat: E39PBJrGBb8fJbGVWggRHVMdcP